# 帕沙河
帕沙河是俄羅斯的河流，位於列寧格勒州東部，屬於斯維里河的左支流，河道全長250公里，是斯維里河最大和最下游的支流，兩河匯合處距離斯維里河口8公里。
60°28′48″N 32°55′12″E / 60.48000°N 32.92000°E